# Hal Ashby
Hal Ashby (2. september 1929 i Ogden, Utah, USA – 27. december 1988 i Malibu, Californien, USA) var en amerikansk filminstruktør. 
Han begyndte som filmklipper, bl.a. i In the Heat of the Night (I nattens hede, 1967) som han vandt en Oscar for. Han fik instruktørdebut i 1970, og havde stor biografsucces med film som The Last Detail (Den hårde straf, 1973) med Jack Nicholson i hovedrollen, Bound for Glory (Landet der er mit, 1976) om folkesangeren Woody Guthrie, og den satiriske Being There (Velkommen, Mr. Chance, 1979) med Peter Sellers.